# Alexander Beyer
Alexander Beyer (Erfurt, 24 giugno 1973) è un attore tedesco.

## Filmografia parziale

### Cinema
- Sonnenallee, regia di Leander Haußmann (1999)
- Il silenzio dopo lo sparo (Die Stille nach dem Schuss), regia di Volker Schlöndorff (2000)
- Good Bye, Lenin!, regia di Wolfgang Becker (2002)
- Munich, regia di Steven Spielberg (2005)
- Codice Carlo Magno, regia di Ralf Huettner (2008)
- Miracolo a Sant'Anna (Miracle at St. Anna), regia di Spike Lee (2008)
- Attacco a Leningrado (Attack on Leningrad), regia di Alexander Buravsky (2009)
- Il quinto potere (The Fifth Estate), regia di Bill Condon (2013)
- Il castello di Schreckenstein 2 – Baci non vietati (Burg Schreckenstein 2), regia di Ralf Huettner (2017)
- Styx, regia di Wolfgang Fischer (2018)
- Dalíland, regia di Mary Harron (2022)
- Brick, regia di Philip Koch (2025)

### Televisione
- Guerra e pace – miniserie TV, 4 puntate (2007)
- La cortigiana (Die Wanderhure), regia di Hansjörg Thurn – film TV (2010)
- Deutschland 83 – miniserie TV, 8 puntate (2015)
- Deutschland 86 – miniserie TV, 10 puntate (2018)
- 1989 - La Svolta (Wendezeit), regia di Sven Bohse – film TV (2019)
- Deutschland 89 – miniserie TV, 8 puntate (2020)

## Doppiatori italiani
Nelle versioni in italiano delle opere in cui ha recitato, Alexander Beyer è stato doppiato da:
- Alessio Cigliano in Good Bye, Lenin!, Deutschland 83, Deustchland 86, Brick
- Roberto Pedicini in Guerra e pace
- Andrea Zalone in 1989 - La Svolta